# 唐話
唐話，歷史上是海外唐人街通語，概念類同於唐山、唐人。由於1860年代美國中央太平洋鐵路僱的美國華工多為大清廣東台山縣人氏，美國唐人街長期通行的漢語通語為粵語（尤台山話）。
清末民初的江南一帶的留美學生，多有記載在美國唐人雜貨店購物時，因為只會吳語和官話而不懂唐話，而必須與店員用文言文筆談的情景，較著名的有蔣夢麟（餘姚人）在《西潮》回憶約1910年，有一美國唐人街老婦「她问店里的人：这位唐人既然不能讲唐话，为什么他能写唐字呢？」。浦薛凤（常熟人）又記載1922年在美國明尼蘇達州聖保羅的洗衣店「店铺伙计见到同胞，用粤语搭腔，吾俩不甚明了，而吾俩所说国语，他们更不懂。其中一位乃大笑，说了我们听得明白的一句：‘哈！唐人呒讲唐话。’」被斥責「唐人呒讲唐话」是歐美留學生常遇之事。不少留學生感嘆廣東話在美國的影響力。